# Терапията
„Терапията“ (на английски: The Therapy) българска психологическа драма и трилър на независимата продуцентска къща First Draft, чиято премиера е на 7 февруари 2025 г.
"Терапията" е първият пълнометражен филм на First Draft и поставя вечния въпрос за страха от критика, показан през очите на хората на изкуството, но на практика общовалиден за всеки един човек. Проектът е пълнометражен дебют на режисьора Станислав Христов и на оператора Михаил Михов, а сценарият е дело на Красимира Белев, която освен това е и продуцент и влиза в ролята на главната героиня.
Авторската музика е изцяло акустична и е дело на композитора Георги Стрезов, а актьорският състав включва още Севар Иванов, Станка Калчева, Лили Сучева, Леонид Йовчев, Розалия Абгарян, Теодор Папазов, Недиляна Павлик, Аладин Алиибрахим, Виктор Младенов, Божидар Попчев, Стефани Рачева, Марианна Георгиева.
Премиерата на филма "Терапията" e на 7 февруари 2025 г., разпространител е Александра Филмс.

## Сюжет
Ексцентричната психоложка Елисавета (Красимира Белев) е принудена да се изправи пред собствените си страхове, докато провежда експериментална терапия с група нереализирани художници. По време на терапята срещата и с професионалния художник Оливър Сандърс (Севар Иванов) води до неочаквани обрати.

## Актьорски състав
- Красимира Белев - Елисавета Петрова, психоложката
- Севар Иванов - Оливър Сандръс, професионален художник
- Станка Калчева - Евгения Петрова, баба на Елисавета
- Леонид Йовчев - Михаил, чичото на Оливър
- Марианна Георгиева - Елисавета като дете
- Божидар Попчев - Смилен, бащата на Елисавета
- Розалия Абгарян - Жана, майката на Елисавета
- Теодор Папазов - Калин, асистентът
- Недиляна Павлик - Мая, пациентка
- Лили Сучева - Симона, пациентка
- Виктор Младенов - Джими, пациент
- Аладин Алиибрахим - Петър, пациент
- Стефани Рачева - Алексия, доведената майка на Елисавета
- Теодор Куков - Доктор
- Мица Гюрова - Хазяйка
- Адриана Златкова - Съученичка
- Михаил Георгиев - Съученик